# St. Barbara (Rurberg)

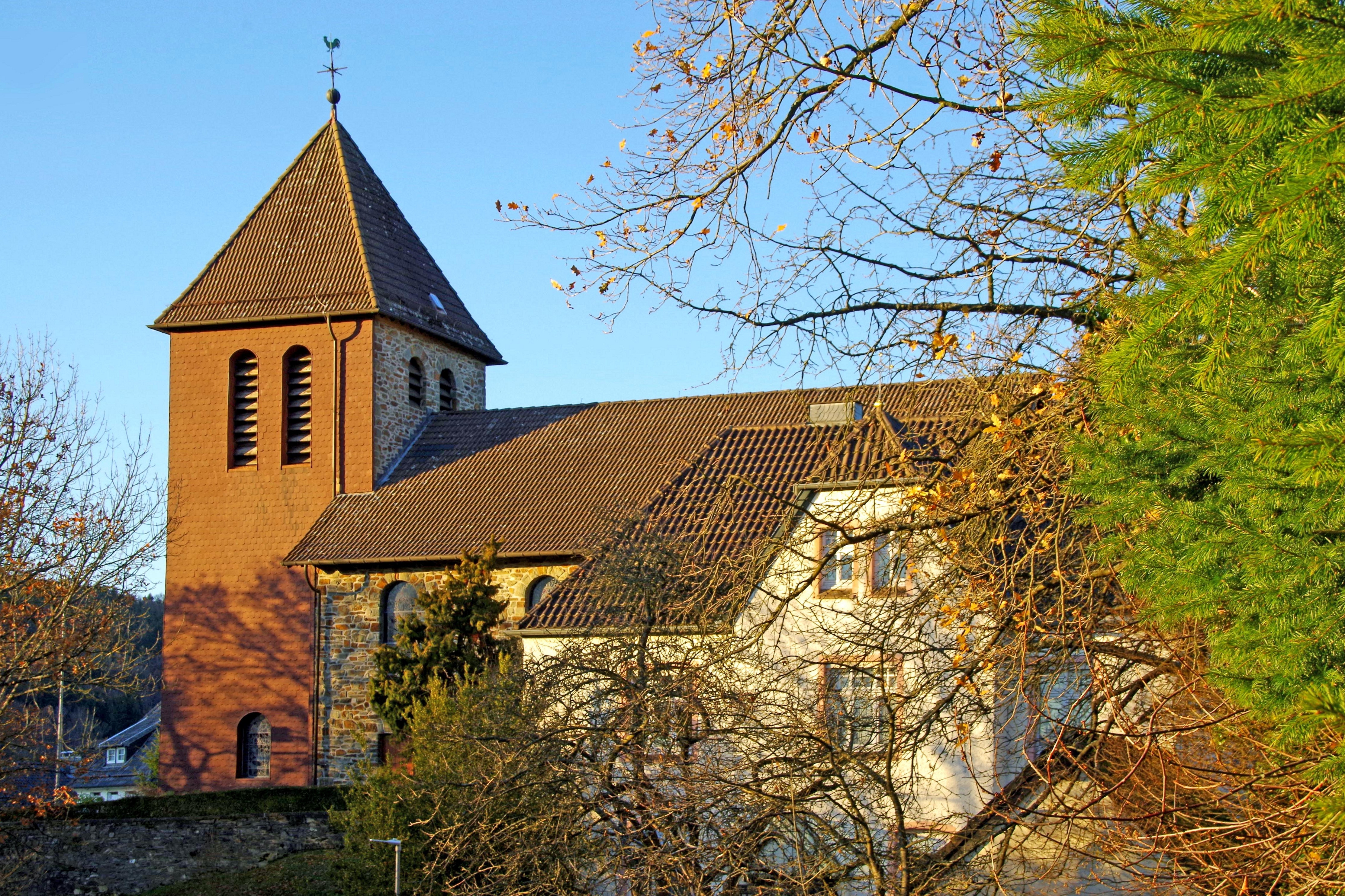
St. Barbara (Rurberg), Südseite mit Pfarrhaus

St. Barbara ist die römisch-katholische Pfarrkirche des Simmerather Ortsteils Rurberg in der Städteregion Aachen in Nordrhein-Westfalen.

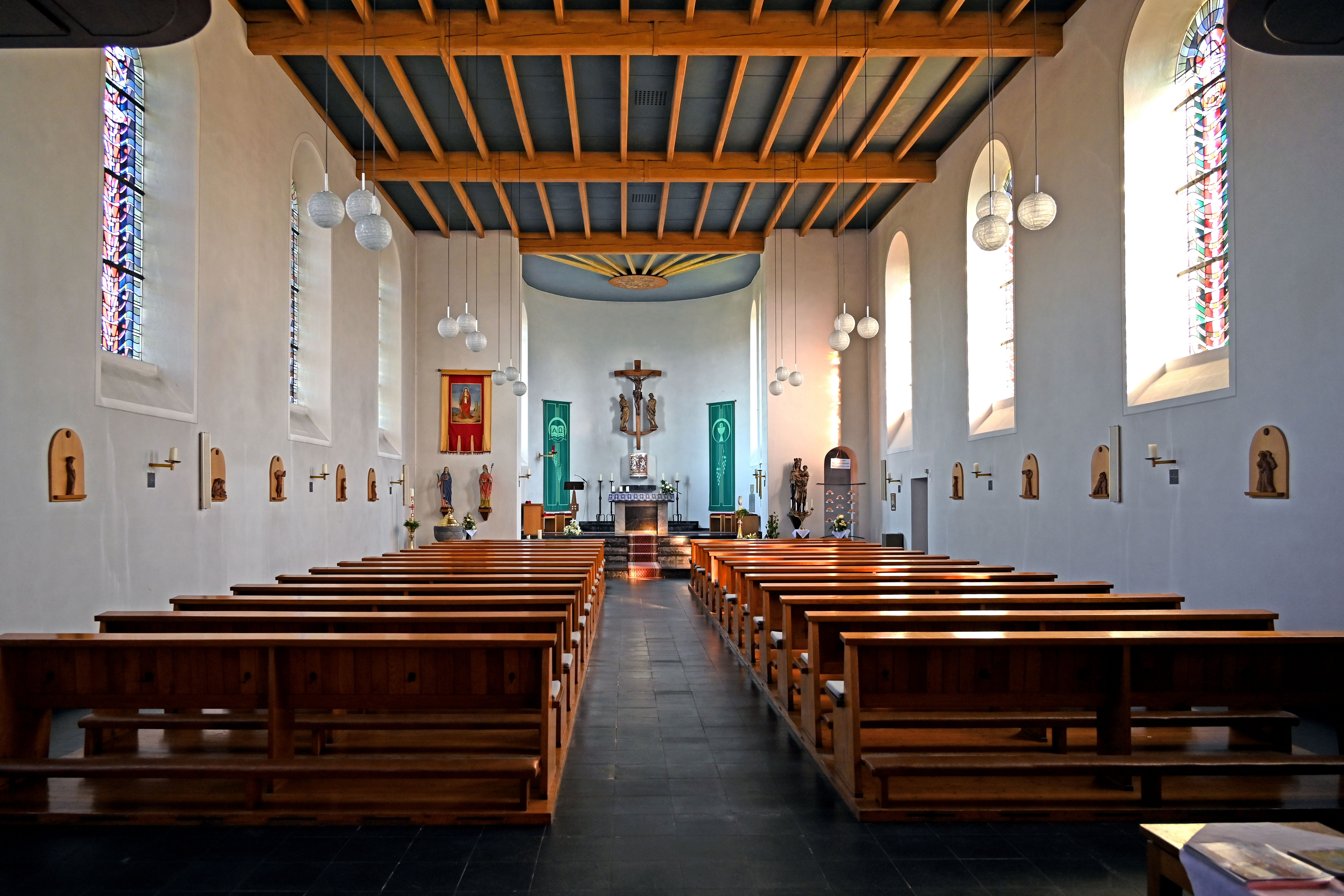
Innenraum mit Blick zum Altar

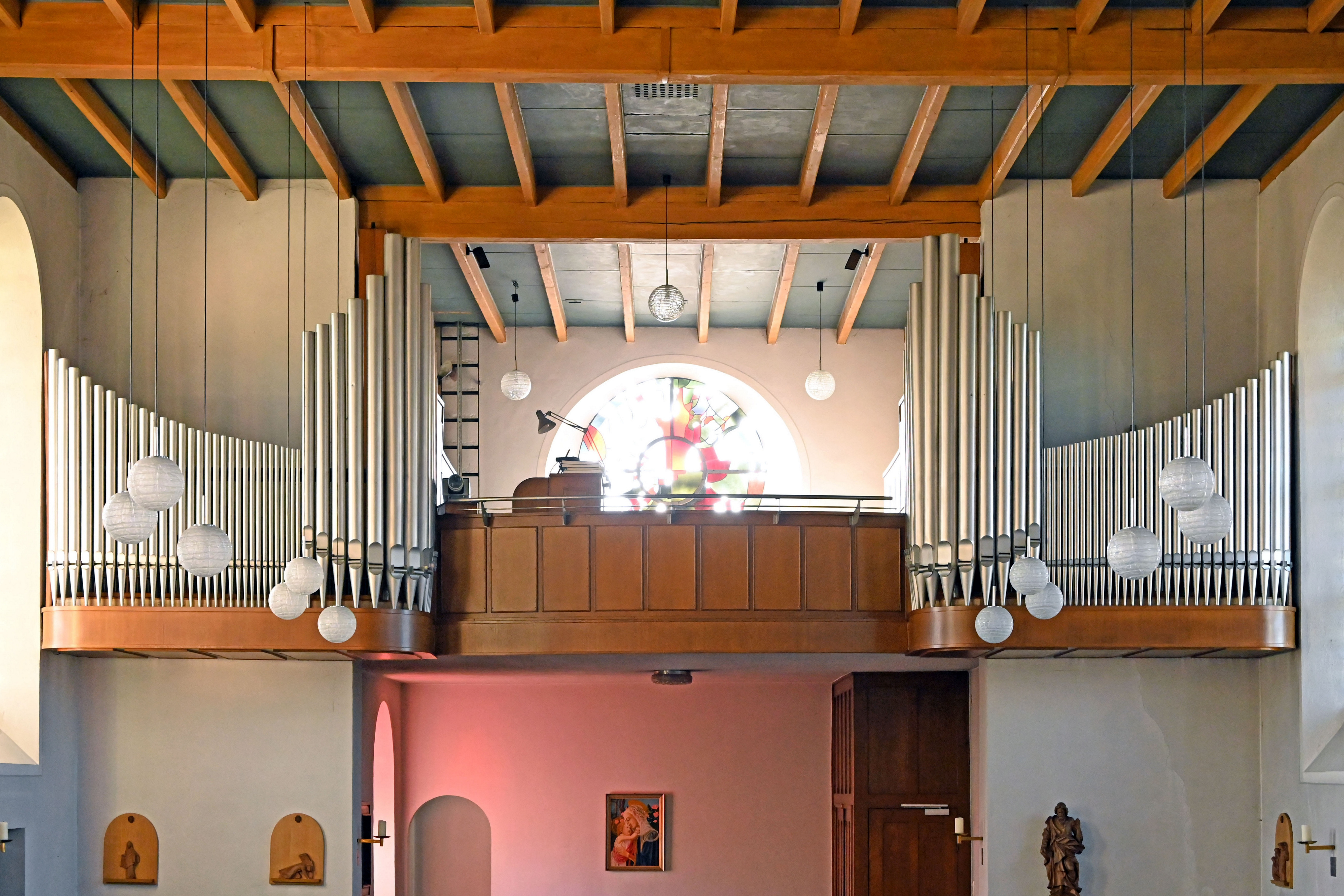
Blick zur Orgelempore

Die Kirche ist der hl. Märtyrerin Barbara von Nikomedien gewidmet. Zur Pfarre gehört auch die Filiale Woffelsbach mit der Wendelinuskapelle sowie die Hannesauel und der Wildenhof.

## Lage
Die Pfarrkirche befindet sich in der Ortsmitte von Rurberg zwischen der Dorfstraße und der Friedhofstraße im Rurtal.

## Geschichte
Die erste Kirche von Rurberg wurde Ende des 17. Jahrhunderts erbaut. Für diese Kapelle baten die Rurberger das Kölner Generalvikariat einen eigenen Seelsorger bereitzustellen. Das Generalvikariat kam der Bitte nach und schickte 1701 den Priester Theodor Stollenwerk nach Rurberg. Dieser war als Rektor dem Pfarrer von Simmerath unterstellt. Rurberg gehörte seit dem Mittelalter zur Pfarre Simmerath. Während der französischen Besetzung in der so genannten Franzosenzeit wurden die Pfarren und Bistümer umstrukturiert. So wurde Rurberg 1804 von Simmerath losgelöst und zur selbstständigen Pfarrei erhoben. Die neue Pfarre kam zugleich an das neu gegründete Bistum Aachen. Mit der Auflösung des Bistums kam Rurberg wie schon vorher wieder an das Erzbistum Köln. Seit 1930 gehört die Pfarre wieder zum Bistum Aachen.

## Baugeschichte
Die vor 1700 erbaute Filialkirche wurde am 17. November 1701 offiziell vom Kölner Erzbistum anerkannt. Im Jahr 1804 wurde die Kapelle im Zuge der Pfarrerhebung zur Pfarrkirche erhoben. Bei dem Gebäude handelte es sich um eine vierjochige Saalkirche aus Bruchstein in Formen des Barock, die im Innenraum von Kreuzrippengewölben überwölbt war. 1907 wurde die Kirche um eine Vorhalle im Westen erweitert, die vom Steckenborner Bauunternehmer Johann Nellessen ausgeführt wurde. Die Pläne dazu stammten vom Kölner Diözesanbaumeister Franz Statz.
Zum Ende des Zweiten Weltkriegs wurde die Pfarrkirche durch die Detonation eines in der Nachbarschaft befindlichen Munitionsdepots am 4. Februar 1945 vollständig zerstört.
Nachdem die Trümmer beseitigt worden waren, begann man bereits 1948 mit dem Bau der heutigen Pfarrkirche an gleicher Stelle. Der Grundstein konnte bereits am 13. Juli 1948 gelegt werden und 1950 war die neue Kirche fertiggestellt. Die Konsekration erfolgte am 4. Dezember 1950. Die Pläne stammen aus der Hand des Düsseldorfer Architekten Wilhelm Mohné.

## Baubeschreibung
St. Barbara ist eine einschiffige Saalkirche aus Bruchstein mit vier Fensterachsen in modernen Formen. Der Chor ist schmäler als das Kirchenschiff und ist rund geschlossen. Der Glockenturm ist dem Kirchenschiff im Westen vorgebaut und besitzt ein Zeltdach. Der Innenraum wird von einer flachen Holzdecke überspannt. Den Gläubigen stehen 130 Sitzplätze zur Verfügung.

## Ausstattung
Die Ausstattung des Innenraums ist modern. Der Altar ist eine Arbeit aus Blaustein und wurde 1950 angefertigt. Der Taufstein wurde 1702 geschaffen und hat die Zerstörungen des Krieges überstanden. Die Orgel ist ein Werk der Aachener Orgelbauanstalt Karl Bach aus dem Jahr 1957. Das Instrument besitzt 15 Register und eine elektrische Traktur.

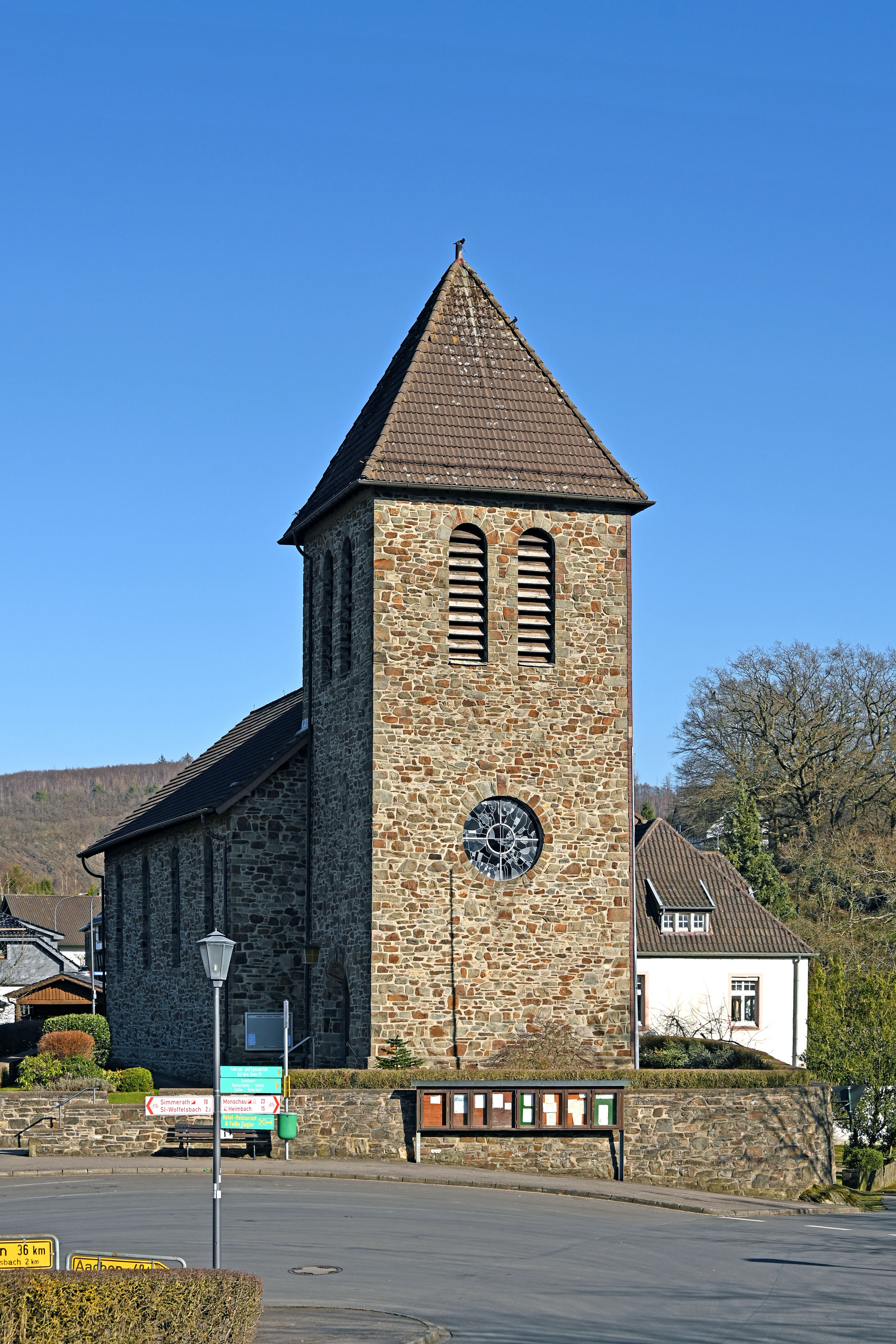
Westturm
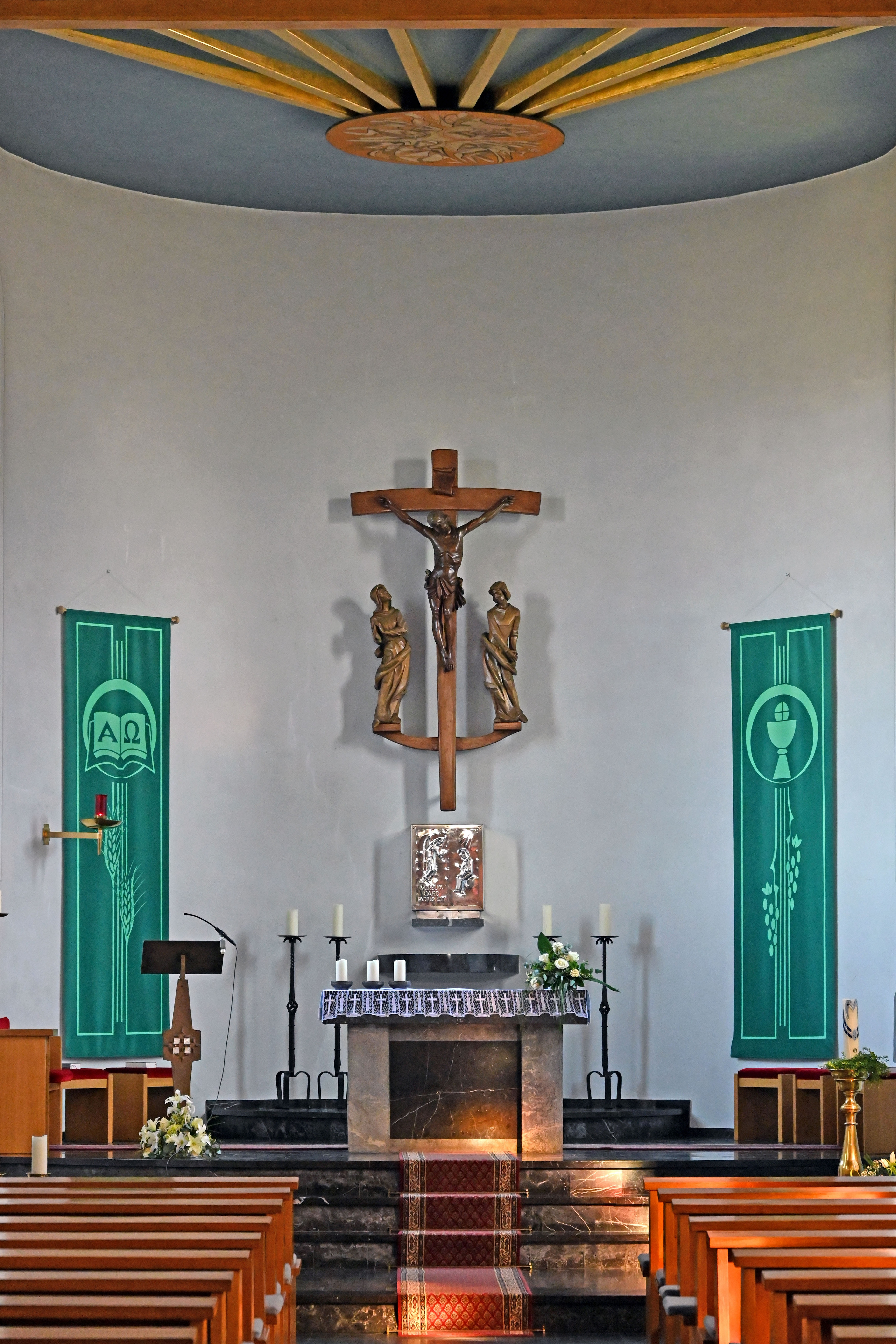
Chor
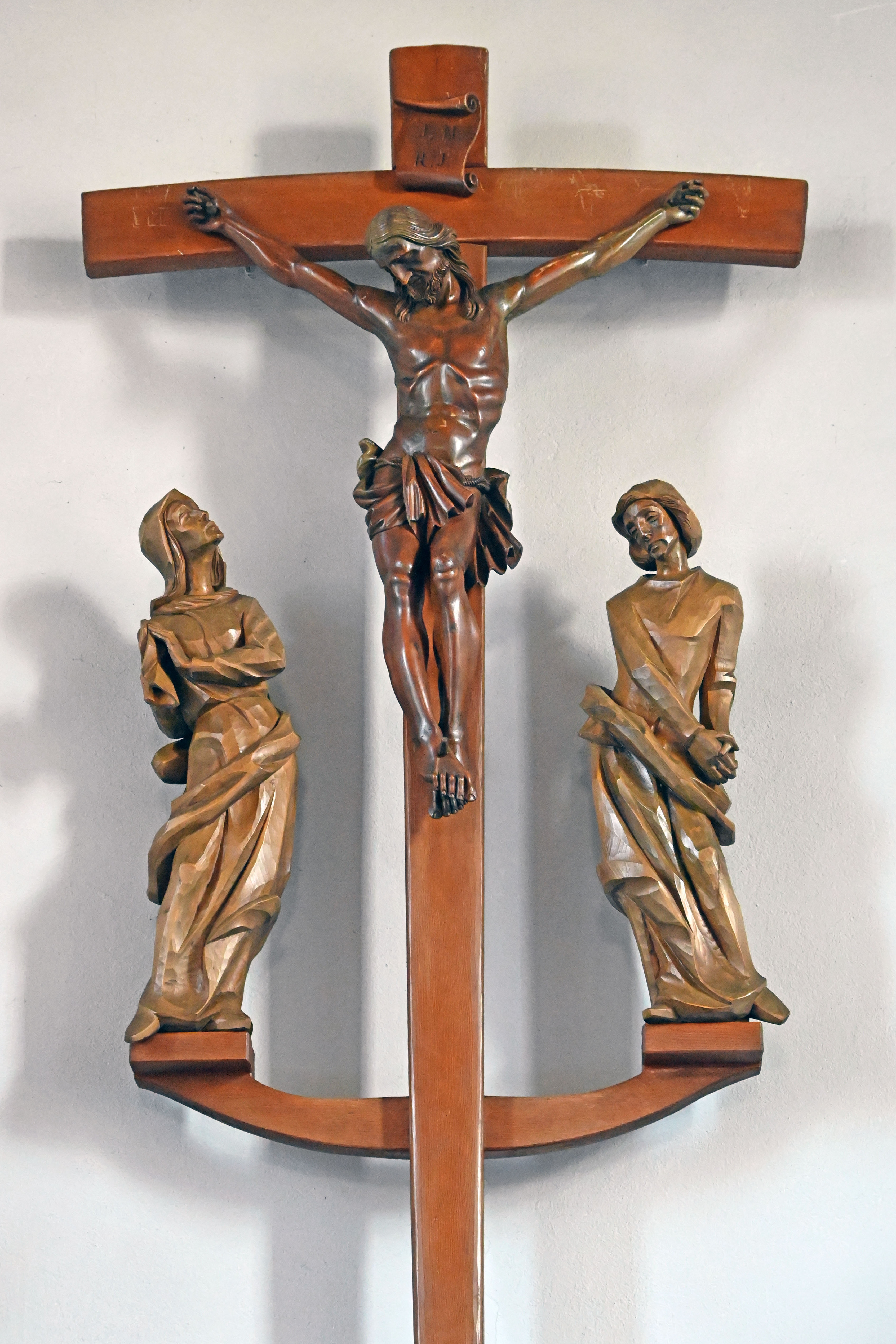
Kreuz
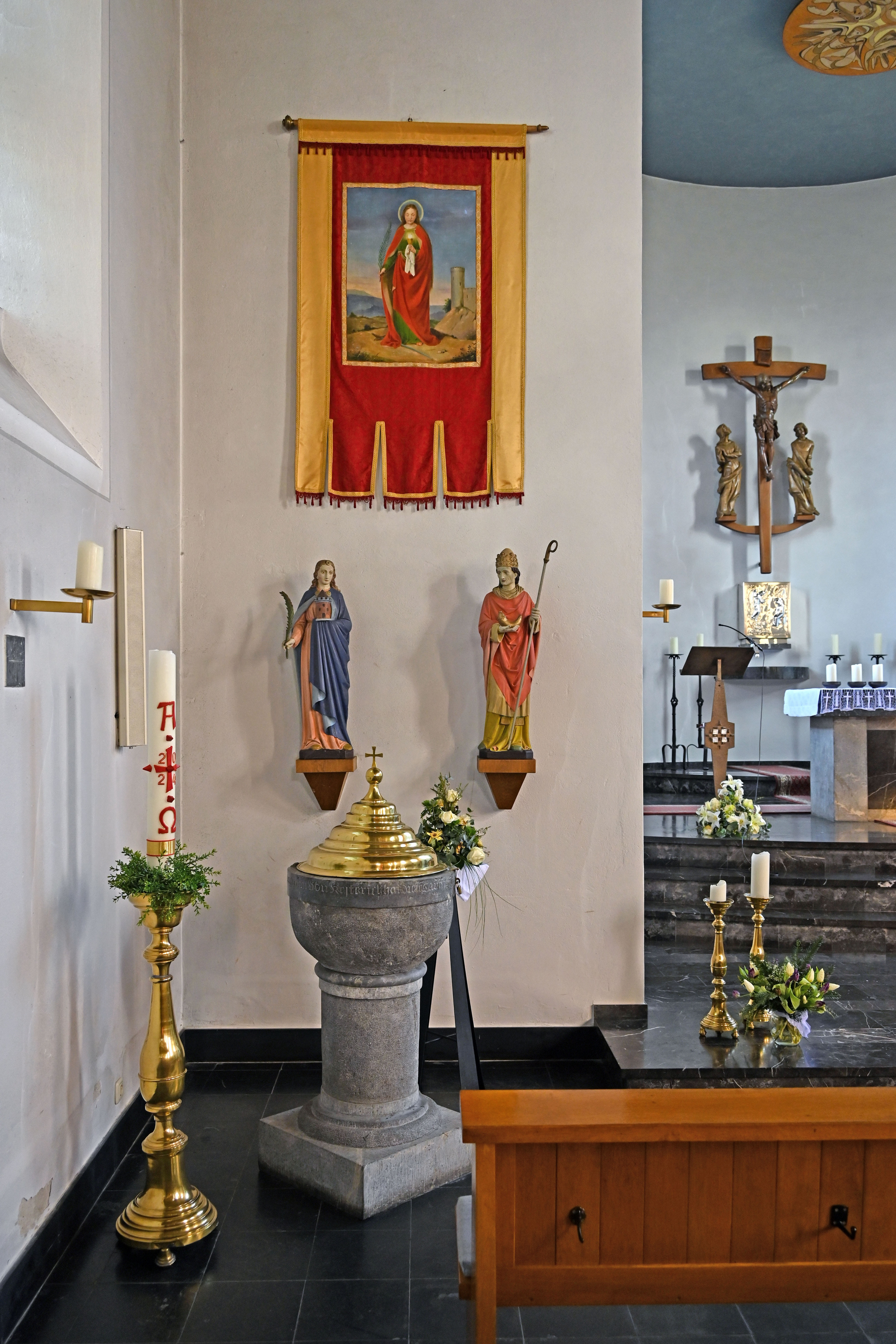
Taufecke
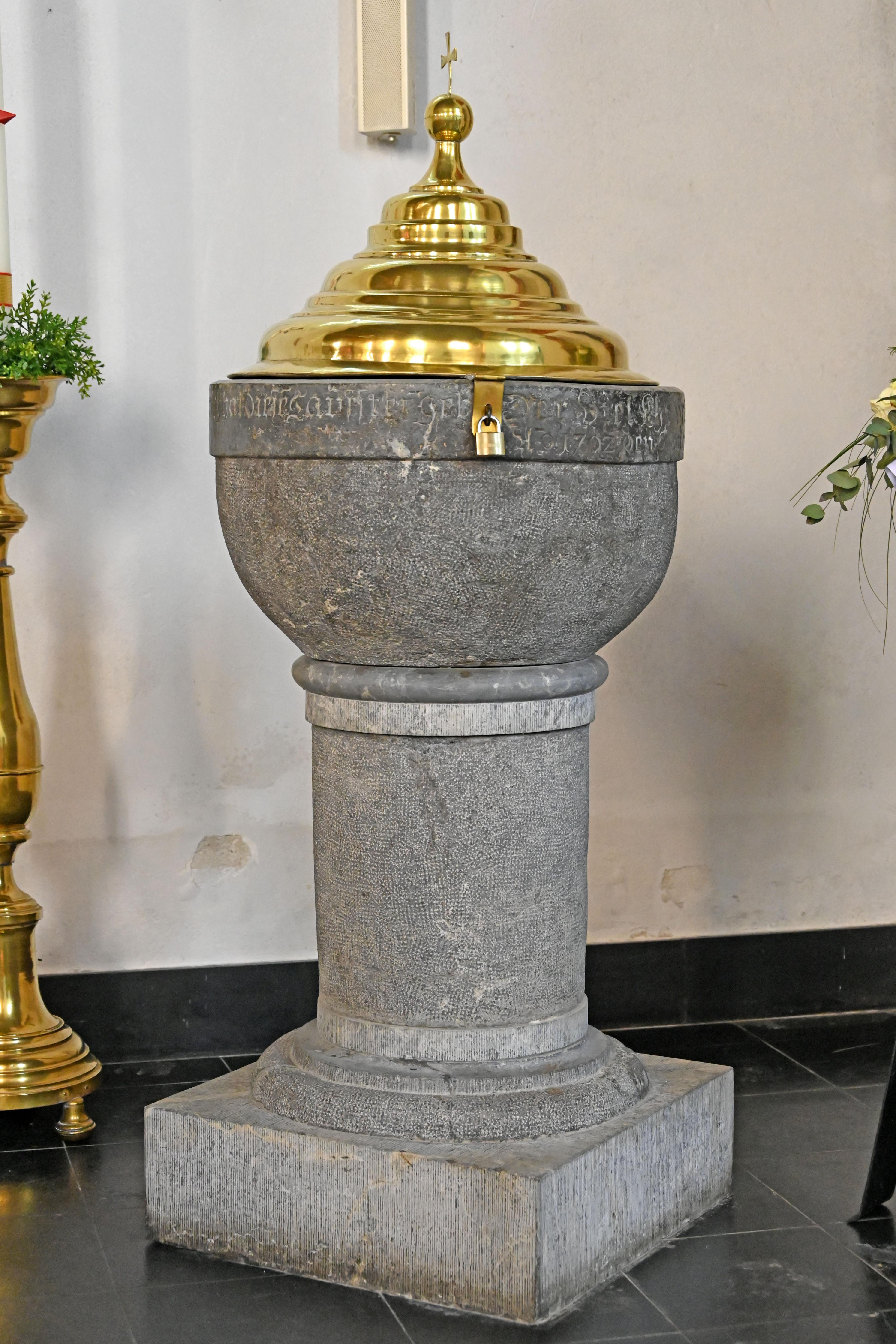
Taufstein
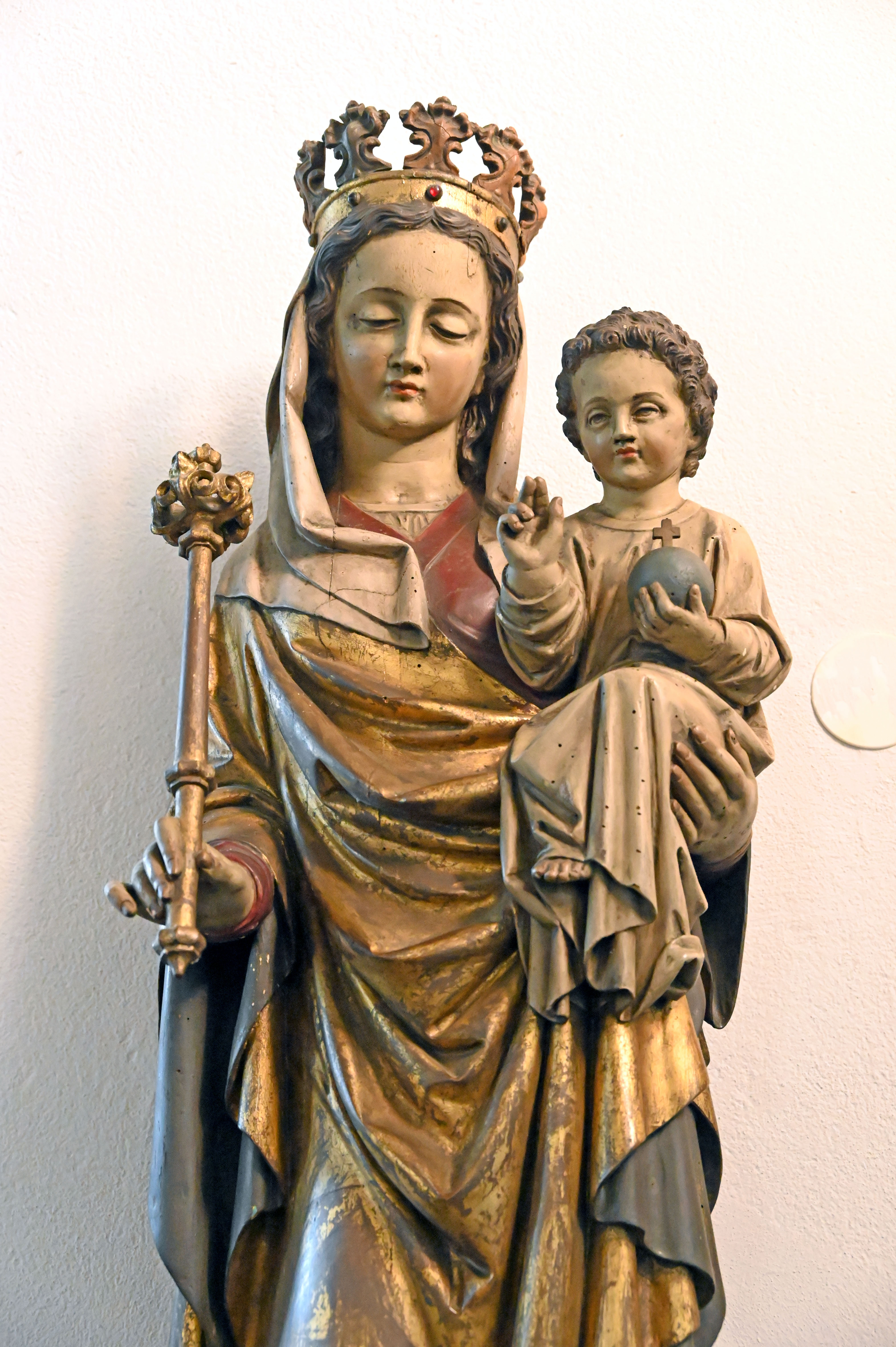
Madonna
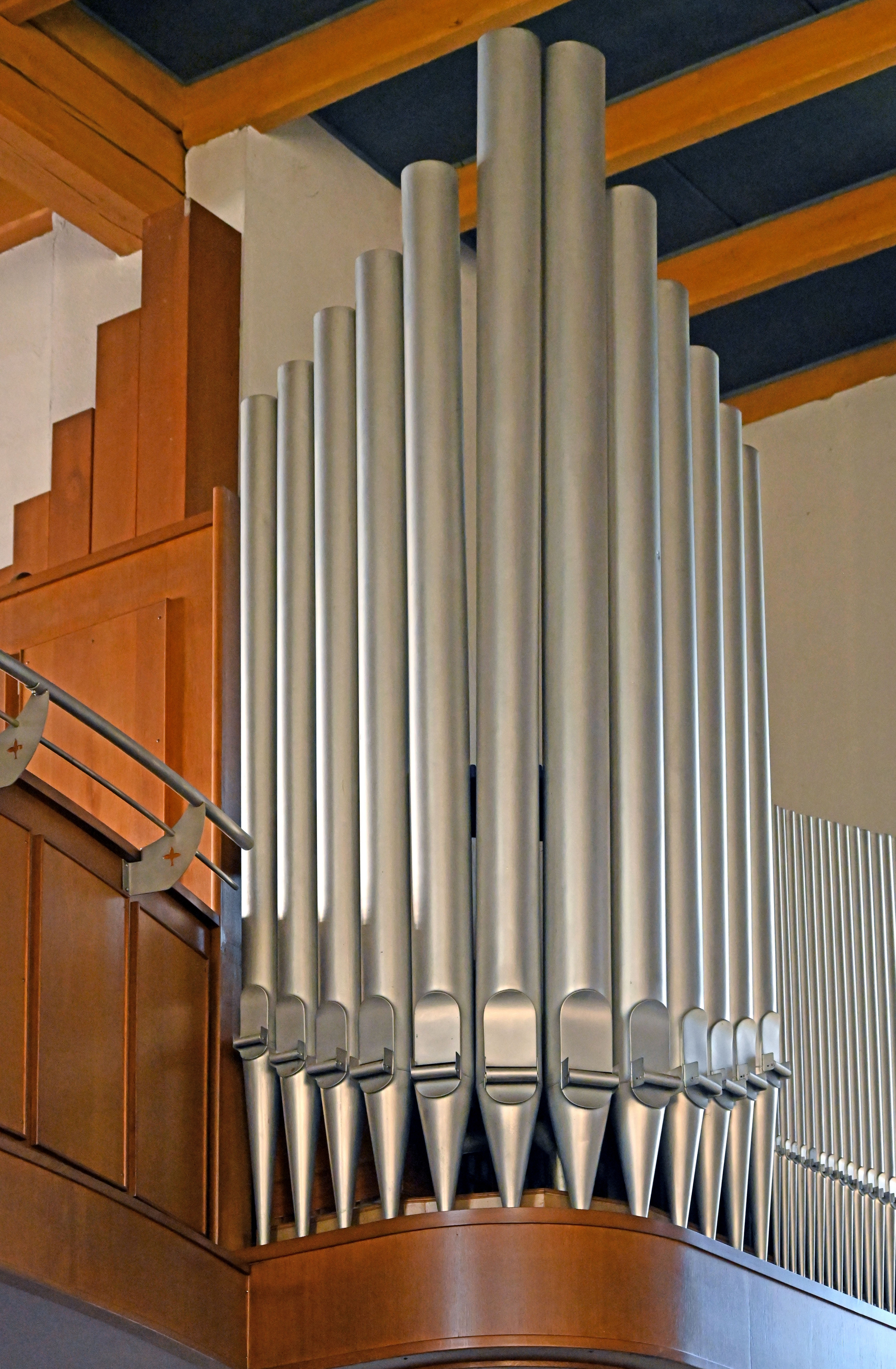
Orgelpfeifen

Fast alle Buntglasfenster sind Arbeiten von Claus Kerwer aus dem Jahr 1956. Das Fenster im Turm mit der Darstellung der „Geistsendung“ wurde 1992 von Erich Charlier entworfen.

## Glocken
Im Glockenturm befindet sich ein vierstimmiges Geläut aus Bronze, welches von der Eifeler Glockengießerei Mark aus Brockscheid gegossen wurde.
| Nr. | Name | Durchmesser (mm) | Masse (kg, ca.) | Schlagton (HT-1/16) | Gießer                                                   | Gussjahr |
| 1   | -    | -                | -               | fis1                | Johannes Mark, Eifeler Glockengießerei Mark, Brockscheid | 1960     |
| 2   | -    | -                | -               | a1                  | Johannes Mark, Eifeler Glockengießerei Mark, Brockscheid | 1960     |
| 3   | -    | -                | -               | h1                  | Johannes Mark, Eifeler Glockengießerei Mark, Brockscheid | 1960     |
| 4   | -    | -                | -               | cis2                | Johannes Mark, Eifeler Glockengießerei Mark, Brockscheid | 1960     |

## Pfarrer
Folgende Pfarrer wirkten bislang in der Pfarrei St. Barbara als Seelsorger:
| von – bis  | Name             |
| ---------- | ---------------- |
| 1930–1944  | Hubert Wurth     |
| 1944–1952  | Wilhelm Ziemons  |
| 1952–1981  | Johannes Meurer  |
| 1981–1982  | Robert Frings    |
| 1982–2000? | Thomas Zensus    |
| 2000–2010  | ?                |
| Seit 2010  | Michael Stoffels |